# Wybory prezydenckie w Czarnogórze w 2023 roku
Wybory prezydenckie w Czarnogórze w 2023 roku odbyły się 19 marca (I tura) i 2 kwietnia (II tura).
O reelekcję ubiegał się Milo Đukanović, wieloletni premier kraju, uważany za jednego z twórców czarnogórskiej niepodległości. W czasie kadencji, w 2020, Demokratyczna Partia Socjalistów Czarnogóry, której był przewodniczącym, utraciła władzę w parlamencie, co zapoczątkowało proces osłabienia jej monopolu w czarnogórskiej polityce oraz zmianę pokoleniową na szczytach władz.

## System wyborczy
Artykuł 96 Konstytucji stanowi, że kandydat musi być obywatelem Czarnogóry i zamieszkiwać w Czarnogórze przez co najmniej dziesięć lat na przestrzeni ostatnich 15 lat poprzedzających dzień wyborów, aby móc ubiegać się o fotel prezydencki. Prezydent Czarnogóry wybierany jest bezwzględną większością ważnych głosów oddanych. Jeżeli żaden kandydat nie otrzyma wymaganej liczby głosów, druga tura głosowania odbywa się 14 dni po pierwszej rundzie pomiędzy dwoma kandydatami, którzy otrzymali największą liczbę głosów. W drugiej turze wybiera się kandydata, który otrzymuje największą liczbę głosów.

## Kandydaci
Kandydat aby zgłosić swoją kandydaturę Państwowej Komisji Wyborczej musiał zebrać 8 101 podpisów.

### Rejestracja
Państwowa Komisja Wyborcza Czarnogóry (DIK) w przewidzianym prawie terminie zarejestrowała siedmiu kandydatów. Numery kandydatów zostały przydzielone w drodze losowania w dniu 4 marca 2023.
| Nr | Kandydat            | Partia     | Uwaga |
| -- | ------------------- | ---------- | --- |
| 1  | Milo Đukanović      | DPS        | Urzędujący prezydent i siedmiokrotny premier Czarnogóry, przewodniczący "Demokratycznej Partii Socjalistów Czarnogóry". |
| 2  | Jakov Milatović     | ET         | Ekonomista, były minister rozwoju gospodarczego.                                                                        |
| 3  | Andrija Mandić      | FD         | Poseł, przedstawiciel mniejszości serbskiej.                                                                            |
| 4  | Jovan Radulović     | Niezależny | Trener personalny, influencer, celebryta.                                                                               |
| 5  | Goran Danilović     | ZCG        | Były poseł i minister spraw wewnętrznych (2016), założyciel partii Zjednoczona Czarnogóra.                              |
| 6  | Aleksa Bečić        | DCG        | Były przewodniczący parlamentu (2020-2022), założyciel partii „Demokratyczna Czarnogóra”.                               |
| 7  | Draginja Vuksanović | SDP        | Profesor prawa, poseł z ramienia "Socjaldemokratycznej Partii Czarnogóry".                                              |

## Wyniki wyborów
W pierwszej turze najwięcej głosów zdobył Milo Đukanović (35,37%), który wraz z Jakovem Milatoviciem przeszedł do drugiej tury. Frekwencja wyborcza wynosiła 63%. W drugiej turze, przy frekwencji wynoszącej 70%, zwyciężył jednak Milatović, zdobywając prawie 59% głosów.
| Kandydat                          | Kandydat                          | Partia                            | I tura  | I tura | II tura | II tura |
| Kandydat                          | Kandydat                          | Partia                            | Głosy   | %      | Głosy   | %       |
| --------------------------------- | --------------------------------- | --------------------------------- | ------- | ------ | ------- | ------- |
|                                   | Jakov Milatović                   | ET                                | 97 867  | 28,92  | 221 592 | 58,88   |
|                                   | Milo Đukanović                    | DPS                               | 180 274 | 35,37  | 154 769 | 41,12   |
|                                   | Andrija Mandić                    | FD                                | 65 394  | 19,32  |         |         |
|                                   | Aleksa Bečić                      | DCG                               | 37 563  | 11,10  |         |         |
|                                   | Draginja Vuksanović               | SDP                               | 10 669  | 3,15   |         |         |
|                                   | Goran Danilović                   | ZCG                               | 4 659   | 1,38   |         |         |
|                                   | Jovan Radulović                   | Niezależny                        | 2 574   | 0,76   |         |         |
| Nieważne/puste głosy              | Nieważne/puste głosy              | Nieważne/puste głosy              | 3 169   | 0,93   | 3 920   | 1,03    |
| Razem                             | Razem                             | Razem                             | 341 580 | 100    | 380 281 | 100     |
| Zarejestrowani wyborcy/frekwencja | Zarejestrowani wyborcy/frekwencja | Zarejestrowani wyborcy/frekwencja | 542 154 | 63,00  | 542 154 | 70,14   |
| Źródło: DIK                       |                                   |                                   |         |        |         |         |